# Benedetto Casillo
Benedetto Casillo (Nápoles, 2 de julio de 1950) es un artista de cabaré, actor y autor de cine y teatro italiano.

## Biografía
Tras diplomarse como agrimensor y estudiar Ciencias Políticas en la universidad durante algunos años, empezó su carrera artística junto con el comediante Renato Rutigliano, con el que formó el dúo cómico "I Sadici Piangenti". En 1982 abandonó definitivamente su trabajo en la oficina técnica del ayuntamiento de Nápoles para dedicarse al mundo del espectáculo, también gracias a sus interpretaciones en las películas de Luciano De Crescenzo. Tras esta etapa, se concentró sobre todo en el cabaré y el teatro manierista napolitano, poniendo en escena comedias escritas por él mismo u obras de Eduardo De Filippo. Estudió las costumbres populares napolitanas, las oraciones antiguas, las historias de santos olvidados para llevarlas a escena de forma cómica. Desde joven ha contribuido a mantener vivo el culto de la Virgen de Piedigrotta con espectáculos de plaza pública. Luego se dedicó a "La Compagnia", un grupo artístico formado con su amigo de la infancia Olderigo Granato, su compañera de vida y de escenario Patrizia Capuano y algunas jóvenes promesas.
Es el autor de una columna satírica semanal del periódico Roma, publicada todos los domingos.

## Filmografía
- Miracoloni, de Francesco Massaro (1981)
- Lacrime napulitane, de Ciro Ippolito (1981)
- Prima che sia troppo presto, de Enzo Decaro (1981)
- Pronto... Lucia, de Ciro Ippolito (1982)
- Laura... a 16 anni mi dicesti sì, de Alfonso Brescia (1984)
- Arrapaho, de Ciro Ippolito (1984)
- Così parlò Bellavista, de Luciano De Crescenzo (1984)
- Il mistero di Bellavista, de Luciano De Crescenzo (1985)
- 32 dicembre, de Luciano De Crescenzo (1988)
- Computron 22, de Giuliano Carnimeo (1988)
- Via Lattea... la prima a destra, de Ninì Grassia (1989)
- Vainilla y chocolate (Vaniglia e cioccolato), de Ciro Ippolito (2004)
- A Napoli non piove mai, de Sergio Assisi (2015)
- Si accettano miracoli, de Alessandro Siani (2015)
- Vita, cuore, battito, de Sergio Colabona (2016)
- Made in China napoletano, de Simone Schettino (2017)
- E se mi comprassi una sedia?, de Pasquale Falcone (2017)
- Caccia al tesoro, de Carlo Vanzina (2017)
- ¿Dónde está el truco? (Il giorno più bello del mondo), de Alessandro Siani (2019)
- Un posto al sole – serial televisivo (2019-)
- Aquí me río yo (Qui rido io), de Mario Martone (2021)
- Resta con me – serie de televisión, 3 episodios (2023)
- In fila per due, de Bruno De Paola (2023)